# Gouvernement Kučinskis
 (septembre 2023).
Si vous disposez d'ouvrages ou d'articles de référence ou si vous connaissez des sites web de qualité traitant du thème abordé ici, merci de compléter l'article en donnant les références utiles à sa vérifiabilité et en les liant à la section « Notes et références ».
République de Lettonie
Straujuma II Kariņš I
Le gouvernement Kučinskis (en letton : Kučinska Ministru kabinets) est le gouvernement de la République de Lettonie entre le 11 février 2016 et le 23 janvier 2019, durant la 12e législature de la Saeima.

## Historique du mandat
Dirigé par le nouveau Premier ministre Māris Kučinskis, ce gouvernement est constitué et soutenu par une coalition de centre droit entre Unité, l'Union des verts et des paysans (ZZS) et l'Alliance nationale (NA). Ensemble, ils disposent de 61 députés sur 100 à la Saeima.
Il est formé à la suite de la démission de la Première ministre Laimdota Straujuma, au pouvoir depuis janvier 2014. Il succède donc à son second gouvernement, constitué et soutenu par une coalition identique.

### Formation
Le 7 décembre 2015, estimant ne plus avoir les moyens de diriger correctement sa majorité parlementaire, Straujuma, première femme à exercer la direction du gouvernement letton, annonce son intention de démissionner. Le président de la République Raimonds Vējonis, en fonction depuis le mois de juillet, entreprend alors des consultations en vue de désigner son remplaçant.
Après que le parti Unité a renoncé à proposer sa présidente Solvita Āboltiņa, le chef de l'État choisit un représentant de l'alliance écologiste ZZS, l'ancien ministre de l'Environnement Māris Kučinskis le 13 janvier 2016. Celui-ci passe un accord avec Unité et la NA, confirmant ainsi la majorité mise en place au lendemain des élections législatives du 4 octobre 2014.
Il présente son équipe aux députés le 11 février et sollicite leur investiture. Trois ministres changent d'attribution, le ministère des Finances étant confié à Dana Reizniece-Ozola, benjamine du gouvernement, précédemment ministre des Affaires économiques, et première écologiste à occuper cette responsabilité, et deux font leur entrée dans l'exécutif, Kārlis Šadurskis ayant déjà été ministre de l'Éducation entre 2002 et 2004. La Saeima lui accorde l'investiture par 60 voix pour et 32 voix contre.

## Composition
- Les nouveaux ministres sont indiqués en gras, ceux ayant changé d'attributions en italique.

| Portefeuille                                                              | Nom | Nom | Nom                                      | Parti |
| ------------------------------------------------------------------------- | --- | --- | ---------------------------------------- | ----- |
| Premier ministre                                                          |     |     | Māris Kučinskis                          | ZZS   |
| Vice-Premier ministre Ministre des Affaires économiques                   |     |     | Arvils Ašeradens                         | Unité |
| Ministre de la Défense                                                    |     |     | Raimonds Bergmanis                       | ZZS   |
| Ministre des Affaires étrangères                                          |     |     | Edgars Rinkēvičs                         | Unité |
| Ministre des Finances                                                     |     |     | Dana Reizniece-Ozola                     | ZZS   |
| Ministre de l'Intérieur                                                   |     |     | Rihards Kozlovskis                       | Unité |
| Ministre de l'Éducation et de la Science                                  |     |     | Kārlis Šadurskis                         | Unité |
| Ministre de la Culture                                                    |     |     | Dace Melbārde                            | NA    |
| Ministre du Bien-être social                                              |     |     | Jānis Reirs                              | Unité |
| Ministre des Transports                                                   |     |     | Uldis Augulis                            | ZZS   |
| Ministre de la Justice                                                    |     |     | Dzintars Rasnačs                         | NA    |
| Ministre de la Santé                                                      |     |     | Guntis Belēvičs (jusqu'au 10/06/2016)    | ZZS   |
| Ministre de la Santé                                                      |     |     | Uldis Augulis a.i. (jusqu'au 11/07/2016) | ZZS   |
| Ministre de la Santé                                                      |     |     | Anda Čakša                               | Sans  |
| Ministre de la Protection de l'environnement et du Développement régional |     |     | Kaspars Gerhards                         | NA    |
| Ministre de l'Agriculture                                                 |     |     | Jānis Dūklavs                            | ZZS   |